# アルフォンス・アッセルベルフ
アルフォンス・アッセルベルフ（Alphonse Asselbergs、 1839年6月19日 - 1916年4月10日）は、ベルギーの画家である。風景画を描いた。ブリュッセルに近いフラームス＝ブラバント州のテルビュレン(Tervuren)に集まった美術家グループ「テルビュレン派」の画家の一人である。

## 略歴
ブリュッセルで裕福な紙商人の息子に生まれた。ブリュッセルで学んだ後、20歳から父親の会社で働いたが、風景画家のエドゥアール・ユベルティ（1818-1880）と知り合い、1863年からユベルティから絵を学んだ。1866年に画家仲間のテオドール・バロン（1840-1899）やルイ・アルタン・ド・サンマルタン(Louis Artan de Saint-Martin: 1837-1890）に勧められて父親の会社を辞めて画家の仕事に専念した。1867年からブリュッセルに近いフラームス＝ブラバント州のテルビュレン(Tervuren)でイポリット・ブーランジェ（1837-1874）やテオドール・フルモワ（Théodore Fourmois: 1814-1871）らと活動し、「テルビュレン派」の画家の一人となった。1868年に自由美術協会の設立メンバーの一人となった。
1873年からアルトゥール・ブーヴィエ（Arthur Bouvier 1837-1921）と18ヶ月間アルジェに滞在し、その後2年間、ヨーゼフ・コーゼマンス（1828-1904）とともにフランスのバルビゾンに滞在し、テオドール・ルソー（1812-1867）の作品などを研究した。
1881年にレオポルド勲章のシュヴァリエを受勲し、1896年にレオポルド勲章のオフィシエを受勲した.。
1916年にイクルで亡くなった。

## 作品

荒野 アントウェルペン王立美術館
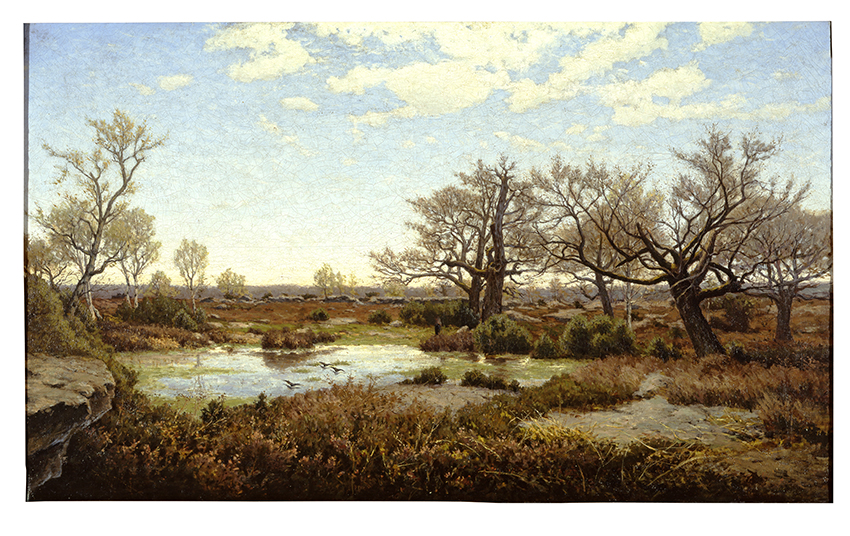
フォンテーヌブローの妖精の池 (c.1876) グルーニング美術館
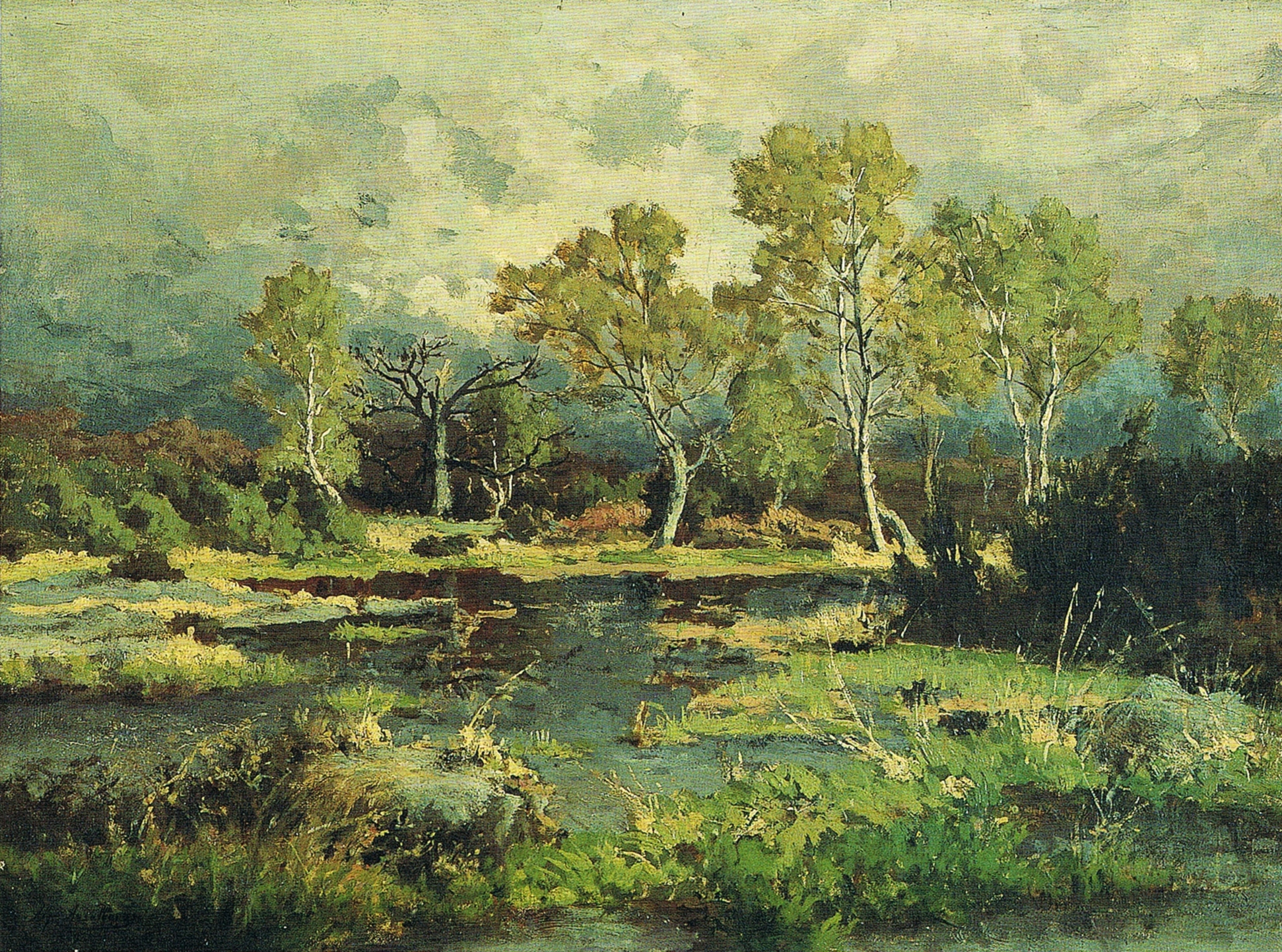
嵐の前（フォンテーヌブローの森）(1875/1877) Musée Charlier
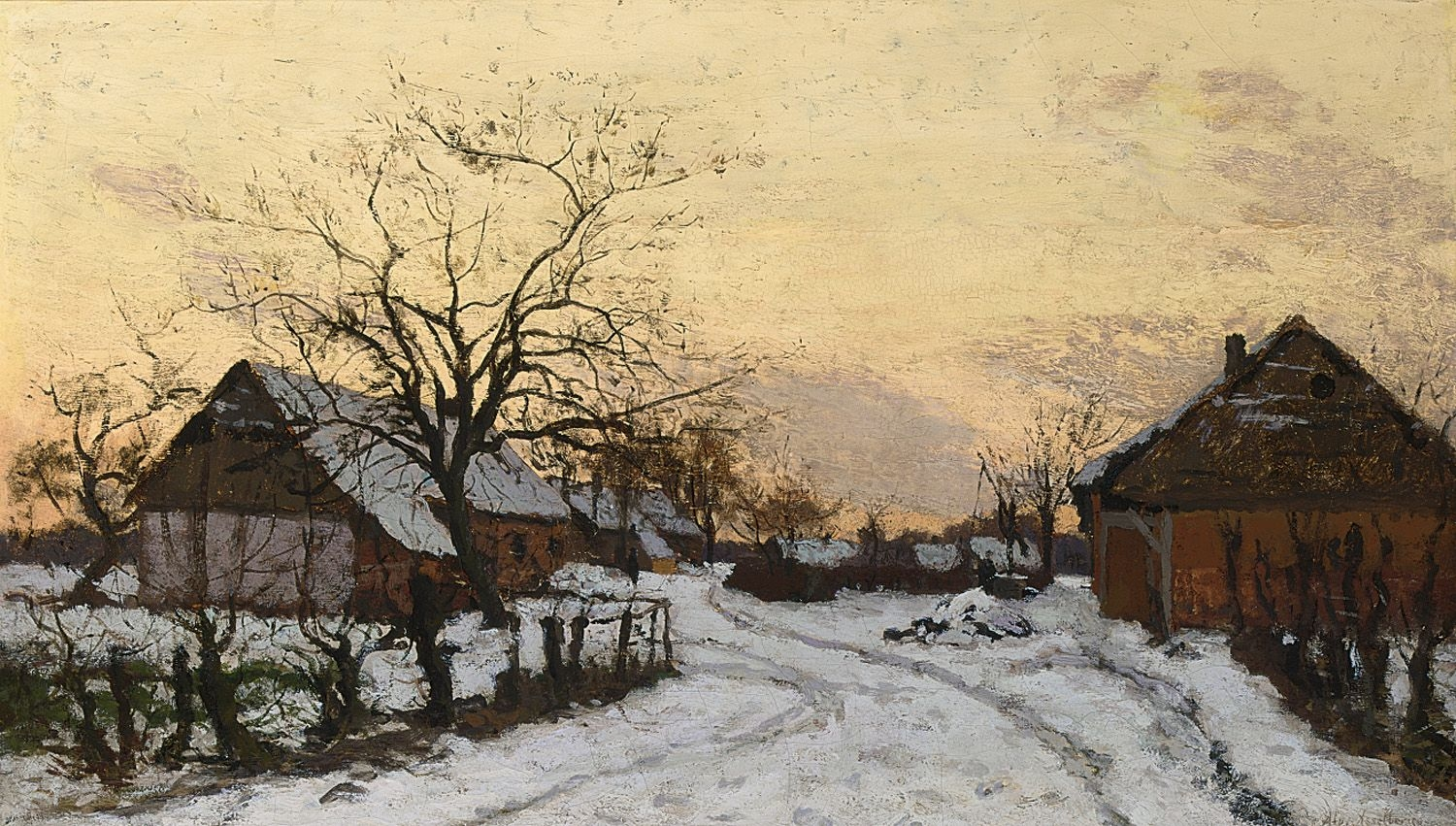
雪の中の農民の家